# Gianni Marzotto

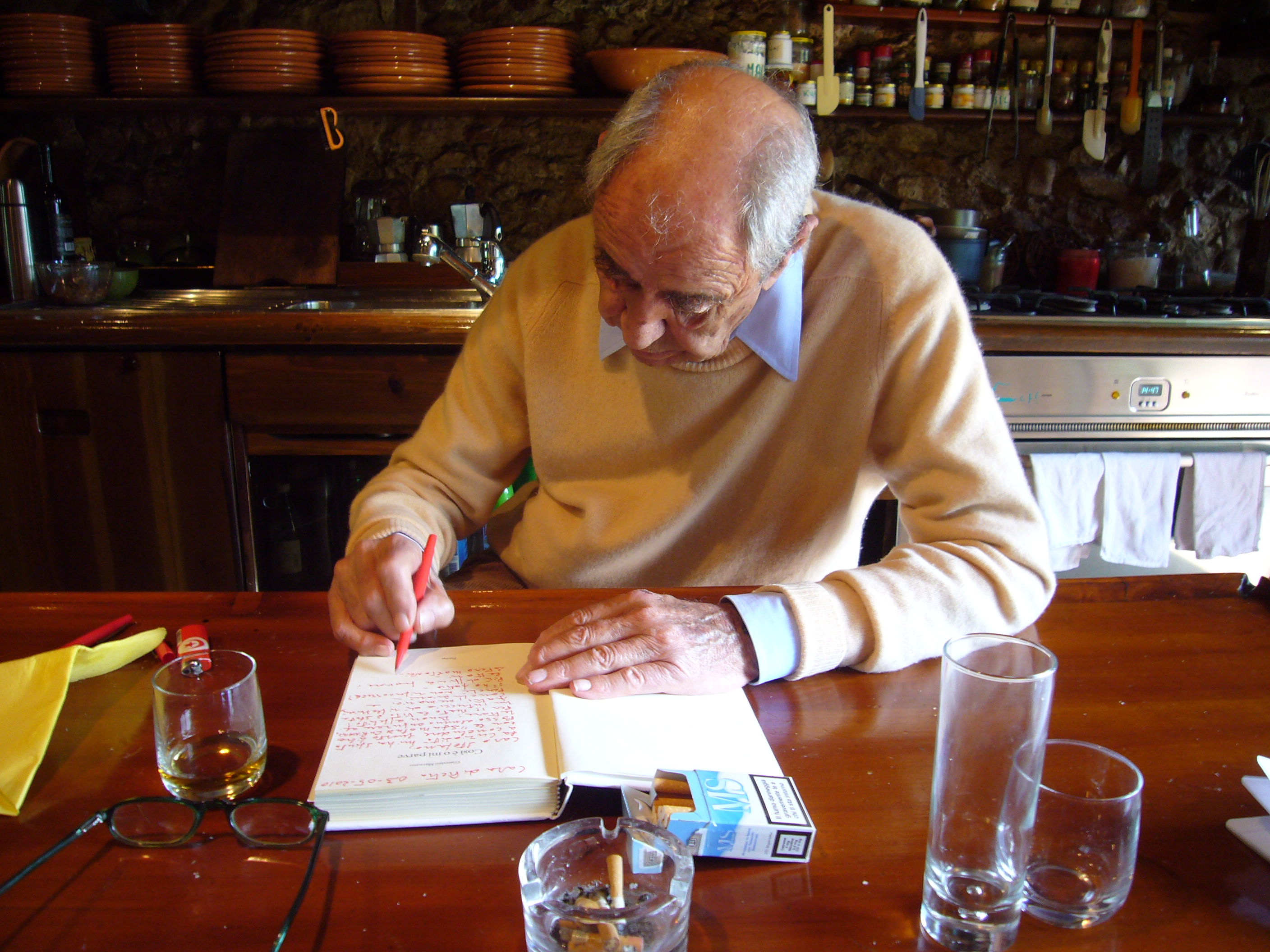
Gianni Marzotto 2010

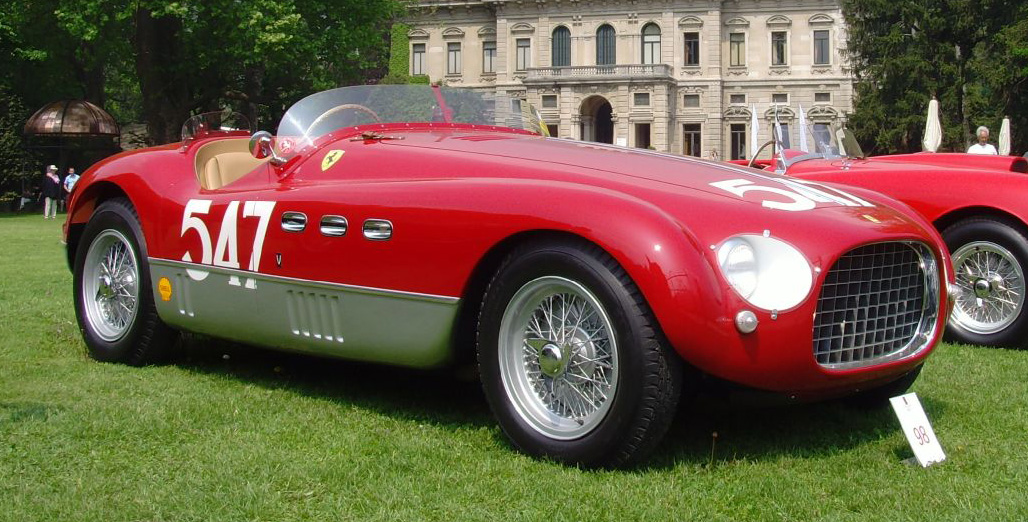
Der Ferrari 340MM mit der Originalstartnummer 547; Siegerwagen von Gianni Marzotto und Marco Crosara bei der Mille Miglia 1953

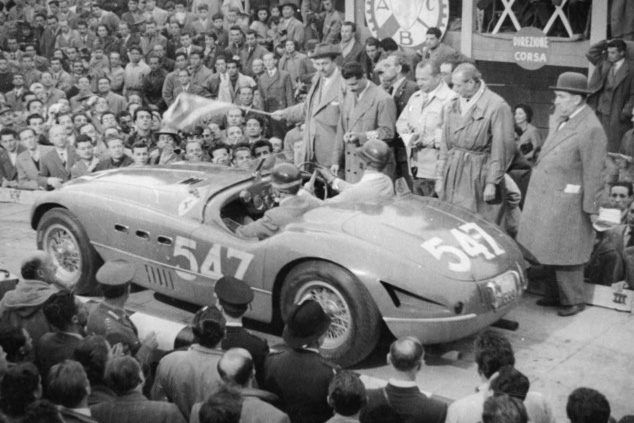
Am Start zur Mille Miglia 1953

Conte Giannino Massimo „Gianni“ Marzotto (* 13. April 1928 in Valdagno; † 14. Juli 2012 in Padua) war ein italienischer Autorennfahrer und Unternehmer.

## Karriere
Gianni  Marzotto war der jüngste der vier Marzotto-Brüder – Paolo, Umberto und Vittorio –, die allesamt Ende der 1940er- und Anfang der 1950er-Jahre als Amateure in Italien Motorsport betrieben. Gianni Marzotto wurde in eine vermögende adelige Familie hinein geboren. Sein Großvater Luigi Marzotto gründete ein Textilunternehmen, das zu einem der größten italienischen Modekonzerne wurde. Außerdem verwaltete der Konzern eine Vielzahl an Immobilien. Heute gehört der Marzotto-Konzern zur Valentino Fashion Group. Alle vier Marzotto-Brüder waren zu ihrer aktiven Zeit in Italien sehr populär. Aus dieser Popularität ragte der Jüngste noch heraus. Einerseits war es sein Alter. Ein knapp 20 Jahre junger und dazu noch erfolgreicher Rennfahrer war zu dieser Zeit, kurz nach dem Zweiten Weltkrieg, etwas sehr ungewöhnliches. Erfolgreiche Motorsportler waren damals gestandene Herren, zum Teil weit über 40 Jahre alt. Nach seinem zweiten Gesamtsieg bei der Mille Miglia 1953 war er kurzzeitig der populärste Sportler Italiens. Teil seiner Popularität war auch seine elegante Erscheinung. Stets war er perfekt gekleidet und im Rennwagen saß er mit extra für ihn geschneiderten Overalls.
Seine Karriere begann er im Alter von 20 Jahren 1948 bei der Targa Florio. Auf einer Lancia Aprilia konnte er das Rennen aber nicht beenden. 1950 war er bereits Werksfahrer bei Ferrari, als er seine erste Mille Miglia gewann. (1948 hatte der bei diesem Rennen debütiert). Er siegte auf einem Ferrari 195 Sport Touring Berlinetta Le Mans. Im selben Jahr feierte er auch Erfolge beim 3-Stunden-Rennen von Rom und bei der Coppa d’Oro delle Dolomiti. Zur Heldenverehrung in Italien kam es dann nach seinem zweiten Gesamtsieg bei der Mille Miglia 1953. Seinen Zweikampf mit dem argentinischen Formel-1-Weltmeister Juan Manuel Fangio verfolgten Millionen an den Radios.
Einmal war er auch beim 24-Stunden-Rennen von Le Mans am Start. 1953 wurde er gemeinsam mit seinem Bruder Paolo Fünfter in der Gesamtwertung. 1954, nach seinem Ausscheiden bei der Mille Miglia, im Alter von nur 26 Jahren, trat er vom Rennsport zurück um im familieneigenen Textilunternehmen zu arbeiten.
Zeitweilig unterhielten die Marzotto-Brüder in Valdagno in der Provinz Vicenza unter maßgeblicher Führung von Gianni Marzotto auch ein eigenes Rennteam, die Scuderia Marzotto SpA. Anfang der 1950er-Jahre stand er in engem Kontakt zum Karosseriebauer und Gelegenheitsrennfahrer Paolo Fontana; von dessen Karosseriebaubetrieb Carrozzeria Paolo Fontana ließen sich Gianni Marzotto und seine Brüder je nach Sichtweise vier bis fünf Rennsportwagen, teils mehrfach, mit besonders leichten, sportlich-kompakten, meist offenen Karosserien einkleiden.
Er starb im Juli 2012.

## Statistik

### Le-Mans-Ergebnisse
| Jahr | Team             | Fahrzeug                 | Teamkollege    | Platzierung | Ausfallgrund |
| ---- | ---------------- | ------------------------ | -------------- | ----------- | ------------ |
| 1953 | Scuderia Ferrari | Ferrari 340MM Berlinetta | Paolo Marzotto | Rang 5      |              |

### Einzelergebnisse in der Sportwagen-Weltmeisterschaft
| Saison | Team             | Rennwagen        | 1   | 2   | 3   | 4   | 5   | 6   | 7   |
| ------ | ---------------- | ---------------- | --- | --- | --- | --- | --- | --- | --- |
| 1953   | Scuderia Ferrari | Ferrari 340MM    | SEB | MIM | LEM | SPA | NÜR | RTT | CAP |
| 1953   | Scuderia Ferrari | Ferrari 340MM    |     | 1   | 5   |     |     |     |     |
| 1954   | Scuderia Ferrari | Ferrari 375 Plus | BUA | SEB | MIM | LEM | RTT | CAP |     |
| 1954   | Scuderia Ferrari | Ferrari 375 Plus | DNF |     |     |     |     |     |     |